# Івонцевичі (Молодечненський район)
Івонцевичі (біл. вёска Івонцавічы) — село в складі Молодечненського району Мінської області, Білорусь. Село підпорядковане Красненській сільській раді, розташоване в західній частині області.

## Історія
З 1793 після другого розділу Речі Посполитої Івонцевичі, як і вся Вілейщина, входила до складу Російської імперії, був утворений Вілейський повіт у складі спочатку Мінської губернії, а з 1843 — Віленської губернії.
У 1921—1945 роках маєток знаходилось у Польщі, у Вільнюськім воєводстві, Вілейського повіту, у гміні Костеневичі.

## Населення
- 1866 рік — 4 людини, 1 будинків[1]
- 1921 рік — 240 людини, 36 будинків[2]
- 1931 рік — 270 людини, 49 будинків[3].